# International Color Consortium
International Color Consortium (ICC) neboli Mezinárodní konsorcium pro barvu bylo založeno v roce 1993 osmi firmami, které se zabývají výrobou a správou tiskových a zobrazovacích produktů. Hlavním cílem tohoto konsorcia je sjednotit a vytvořit jednotný a přenosný systém pro správu barev mezi zobrazovacími zařízeními (monitory, LCD), tiskovými prostředky ale i mezi operačními systémy. Systém správy barev se provádí pomocí tzv. ICC profilů.

## ICC členství
Mezi osm zakládající členy patří Adobe, Agfa, Apple, Kodak, Microsoft, Silicon Graphics, Sun Microsystems a Taligent.
Aktuální počet členů lze zjistit na oficiálních stránkách.